# Вервереука
Вервереука (рум. Vărvăreuca) — село у Флорештському районі Молдови. Адміністративний центр однойменної комуни, до складу якої також входить село Стирчень.

## Населення
За даними перепису населення 2004 року у селі проживали 3036 осіб.
Національний склад населення села:
| Національність       | Кількість осіб | Відсоток   |
| -------------------- | -------------- | ---------- |
| молдавани румуни     | 2916 26        | 96,0% 0,9% |
| українці             | 48             | 1,6%       |
| росіяни              | 32             | 1,1%       |
| гагаузи              | 6              | 0,2%       |
| болгари              | 2              | 0,1%       |
| інша / без відповіді | 6              | 0,2%       |
| Всього               | 3036           | 100%       |